# Tower Bridge

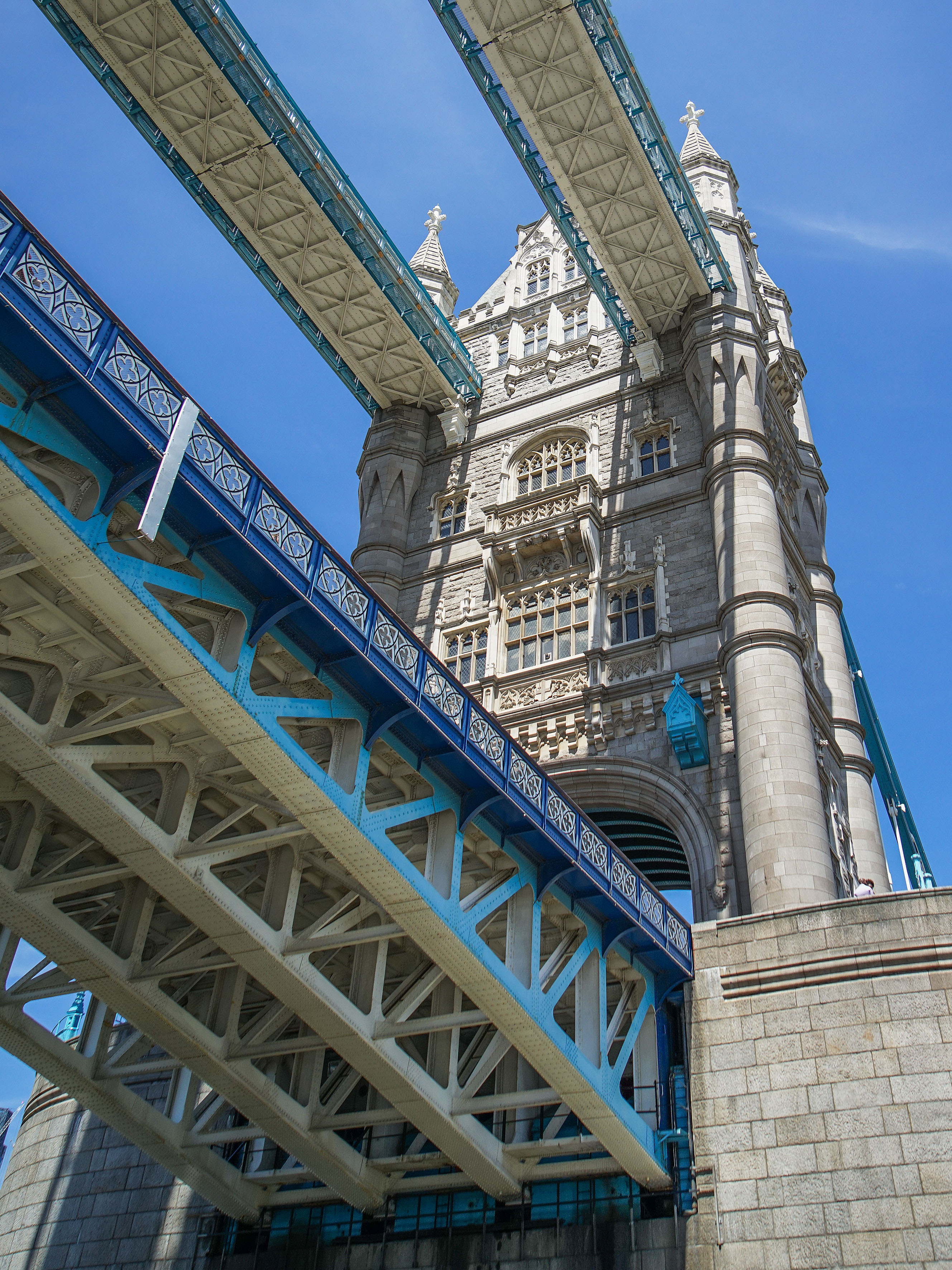
Der Nordturm von der Themse aus

Die Tower Bridge ist eine Straßenbrücke über den Fluss Themse in London und benannt nach dem nahen Tower of London. Sie wurde 1894 eröffnet und verbindet den Stadtbezirk Tower Hamlets auf der Nordseite mit dem Stadtteil Southwark im Stadtbezirk London Borough of Southwark auf der Südseite. Über die Brücke führt die Hauptstraße A 100. Die Tower Bridge ist eine im neugotischen Stil errichtete Klappbrücke und die östlichste Themsebrücke in London.
Am Nordufer befinden sich der Tower of London und die St Katharine Docks, am Südufer die City Hall. Die Brücke ist im Besitz von Bridge House Estates, einer Wohlfahrtsorganisation der City of London Corporation, die auch für den Unterhalt zuständig ist. Gelegentlich wird die Tower Bridge mit der London Bridge verwechselt, diese jedoch ist die nächste Brücke stromaufwärts. Östlicher an der Themse, flussabwärts liegt nur mehr – erst seit 1991 – die Queen Elizabeth II Bridge.

## Bauwerk
Die Tower Bridge ist als kombinierte Hänge- und Klappbrücke 244 Meter lang, die Höhe der beiden Brückentürme beträgt 65 Meter. Die Fahrbahn zwischen den 61 Meter voneinander entfernten Türmen liegt neun Meter über dem Fluss Themse. Zwei Stege für Fußgänger verlaufen zwischen den beiden Türmen in einer Höhe von 43 Metern über dem Wasser. Die Fußgängerstege spannen die Türme oben zusammen und leiten die horizontalen Zugkräfte der Hängebrücken-Seilpaare weiter. Die beiden beweglichen Tragwerkteile (Baskülen) können bis zu einem Winkel von 86 Grad hochgeklappt werden, um großen Schiffen die Durchfahrt zu ermöglichen.

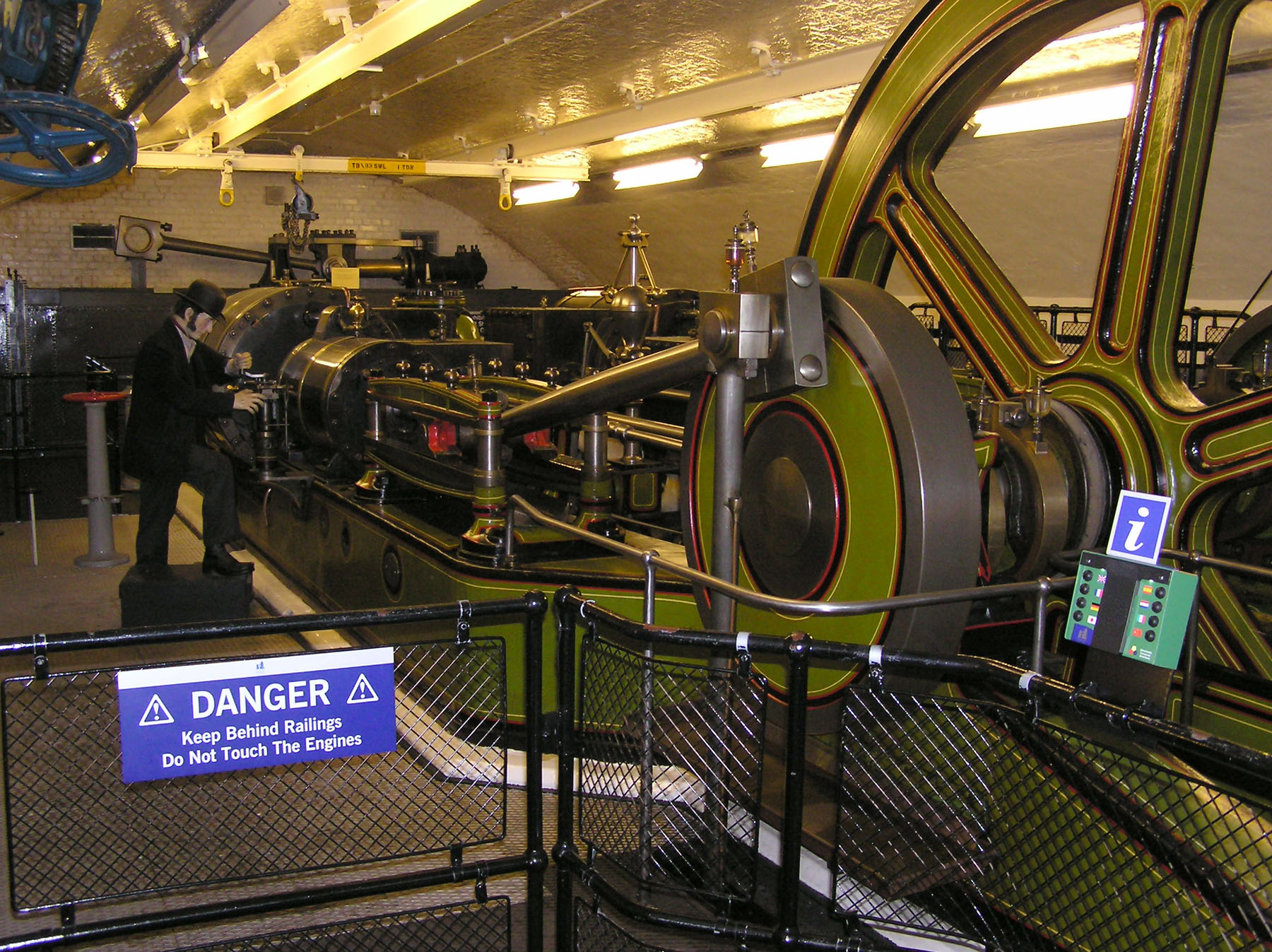
Dampfbetriebene Pumpe des historischen Hebeantriebs

Das Öffnen und Schließen der Baskülen erfolgt  durch ein – ursprünglich auf Wasserdruck basierendes – hydraulisches System. Mit Hilfe von zwei Kolbendampfmaschinen von W. G. Armstrong Mitchell & Company (360 PS)  wurde unter einem Druck von 50 bar (750 psi) Wasser in große Druckspeicher, die sogenannten Akkumulatoren, gepumpt. Die damit abrufbare Leistung wurde so effizient in mechanische Arbeit umgesetzt, dass die Fahrbahnen in zwei Minuten hochgeklappt werden konnten – eine technische Meisterleistung des ausgehenden 19. Jahrhunderts.
Von 1942 bis zum Ende des Zweiten Weltkriegs stand im Maschinenhaus eine dritte hydraulische Maschine von Vickers mit einer Leistung von 150 PS. Sie wäre zum Einsatz gekommen, hätte eine Fliegerbombe die beiden anderen Maschinen beschädigt. 1974 wurde das hydraulische System von Wasser- auf Ölhydraulik umgestellt, die mit elektrisch angetriebenen Pumpen arbeitet; das alte Maschinenhaus mit den außer Betrieb genommenen Dampfmaschinen kann weiterhin besichtigt werden. 1977 wurden zur Feier des silbernen Thronjubiläums von Elisabeth II. die metallenen Teile der Tower Bridge in den britischen Nationalfarben rot, weiß und blau angestrichen; dieses Farbschema blieb bis heute bestehen.
Die oberen Stege für die Fußgängerverbindung sind unbeweglich. Man kann deshalb den Fluss auch bei hochgeklappter Brücke zu Fuß überqueren – jedoch um den Preis, dass man die in den Türmen liegenden Treppen mit einem Höhenunterschied von 34 m zur Straßenbrücke benutzt. Die Fußgängerstege hoch über dem Wasser beherbergen ein Brückenmuseum, in dem in Bildern und Modellen Bau und Geschichte der Brücke dargestellt werden.  
2019 wurde die Tower Bridge von rund 889.000 Personen besucht. 2024 betrug die Besucherzahl etwa 965.000 Personen.

## Verkehr
Die Baskülen der Tower Bridge werden immer nur so weit geöffnet, wie es für die Passage des jeweiligen Schiffes erforderlich ist. Die volle Öffnung (86°) ist heute nur noch für große Kreuzfahrtschiffe erforderlich. Die Themse wird im Bereich des Stadtgebietes im Wesentlichen nur noch touristisch genutzt. Die Brücke wird daher immer seltener hochgeklappt (etwa 1000 Mal jährlich). Dennoch besitzt der Schiffsverkehr noch immer Vorrang vor dem Straßenverkehr. Die zahlreichen Ausflugsschiffe, die auf der Themse verkehren, sind klein genug, um auch bei geschlossener Brücke unter der Fahrbahn hindurch zu fahren.
In Ausnahmefällen wird die Brücke auch für kleinere Schiffe voll geöffnet: Dies geschieht aus zeremoniellen Gründen und gilt als ganz besondere Ehre. So geschah es für den Trauerzug von Sir Winston Churchill im Jahre 1965, bei der Heimkehr von Francis Chichester nach seiner Einhand-Weltumsegelung 1967, sowie während der Parade auf der Themse anlässlich des 60. Thronjubiläums von Königin Elisabeth II. am 3. Juni 2012.
Die Brücke bildet einen Teil der inneren Ringstraße Londons und wird täglich von rund 40.000 Fahrzeugen befahren. Sie ist auch die östliche Begrenzung der Congestion Charge-Zone, das Befahren der Brücke selbst ist jedoch nicht mautpflichtig. Um die Integrität des historischen Bauwerks zu bewahren, hat die City of London Corporation eine Geschwindigkeitsbegrenzung von 20 mph (32 km/h) verhängt, die mit Kameras überwacht wird.

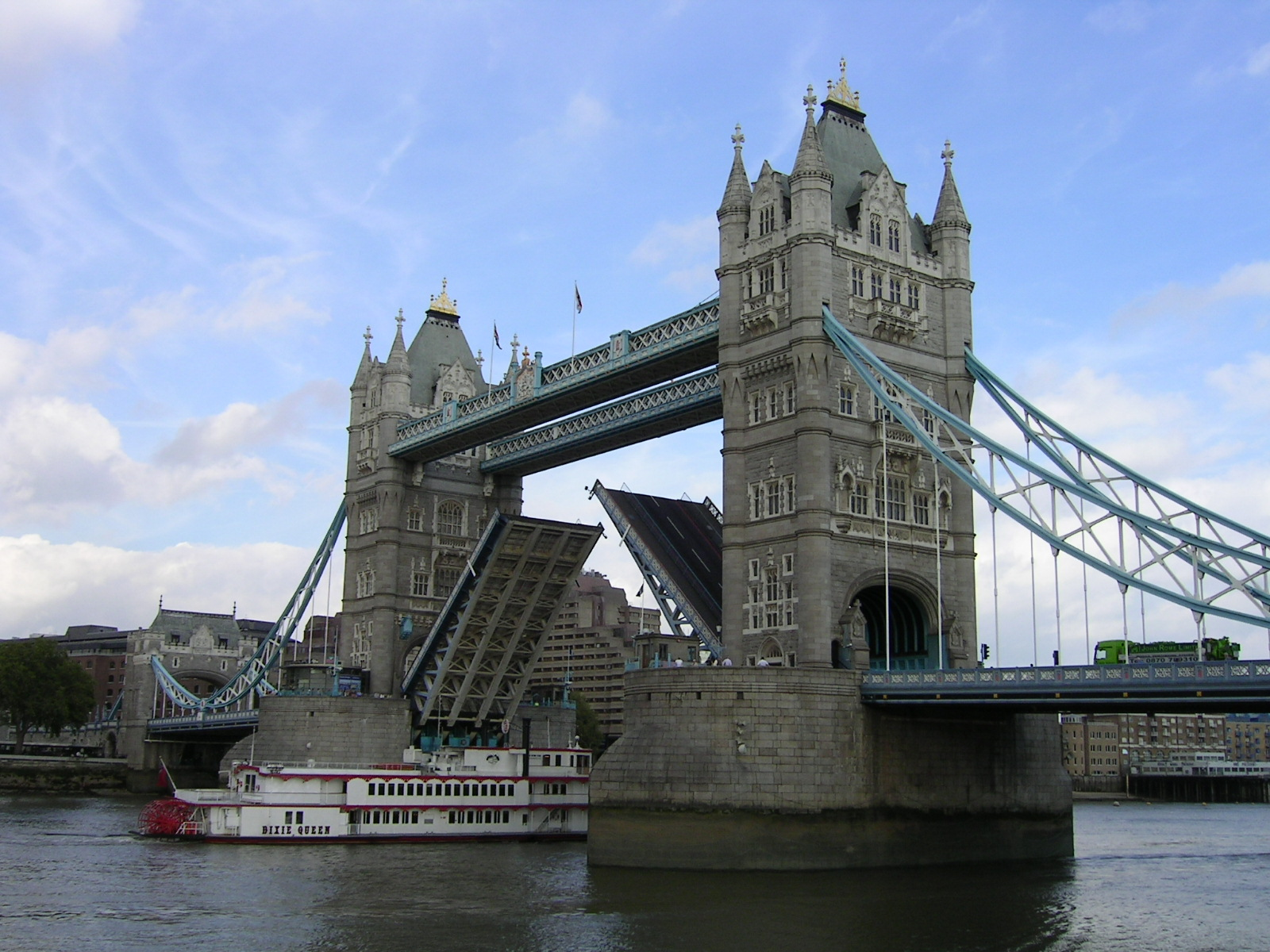
Die geöffneten Baskülen
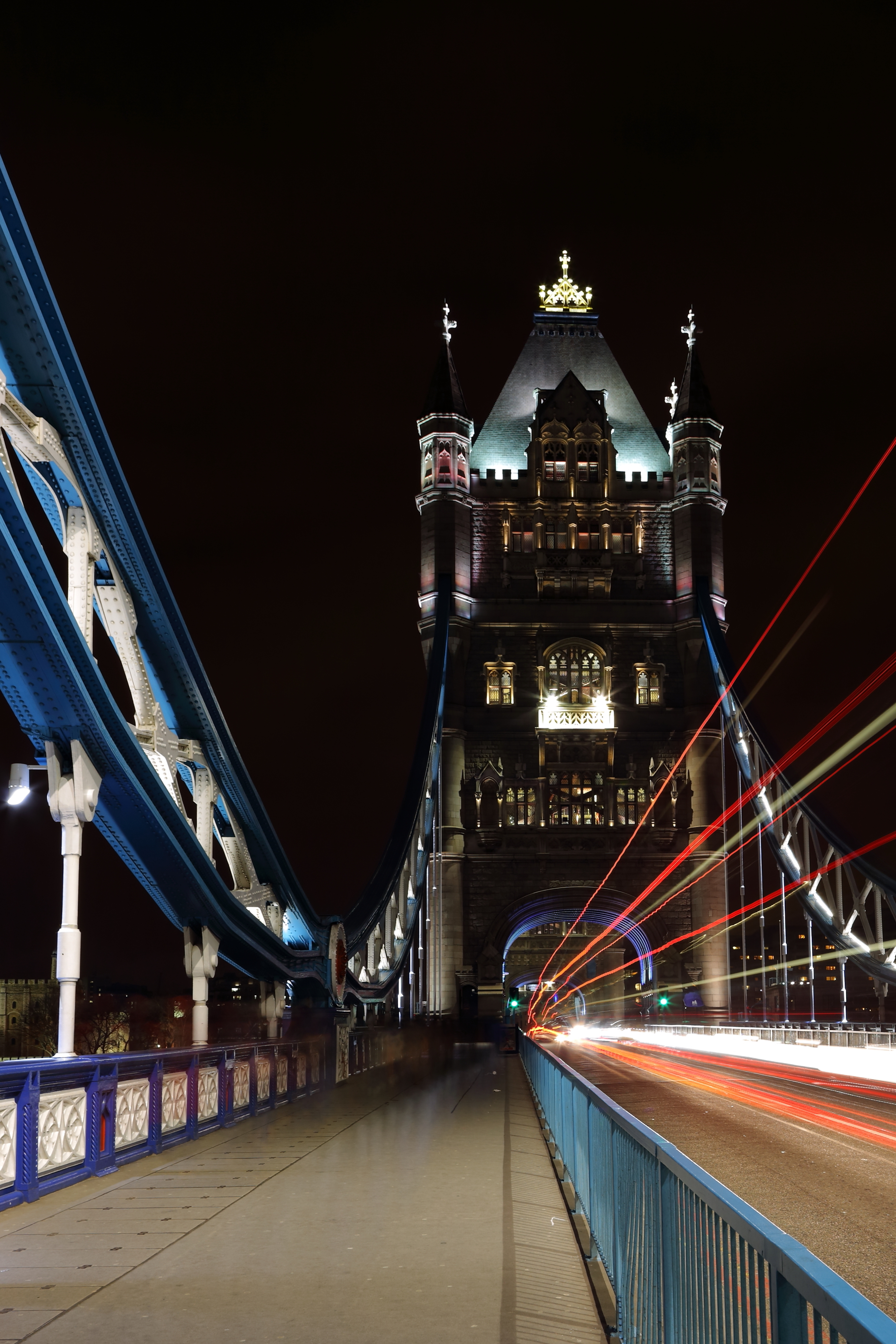
Autoverkehr bei Nacht
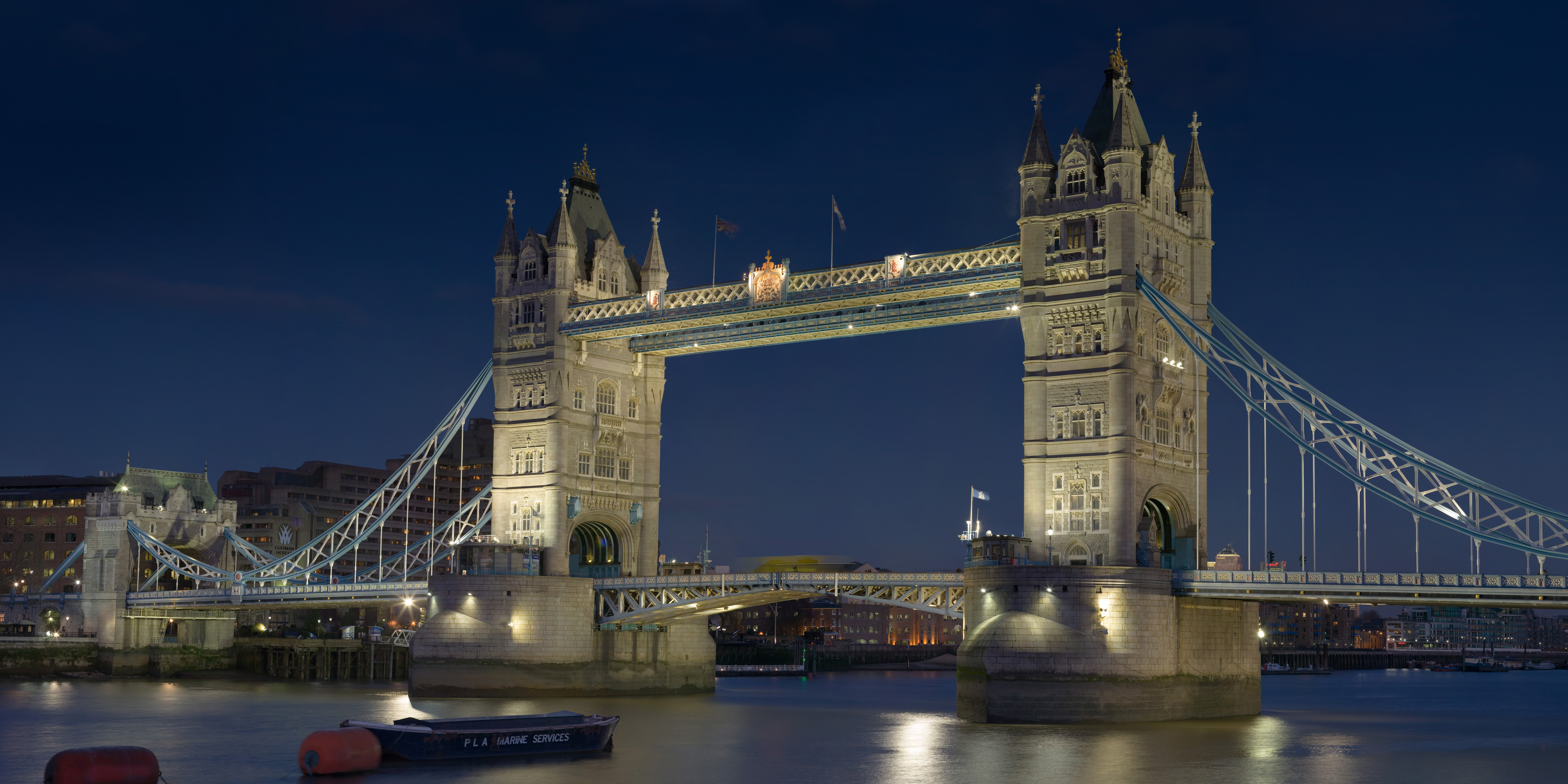
Die Tower Bridge in der Abenddämmerung vom Südufer aus gesehen
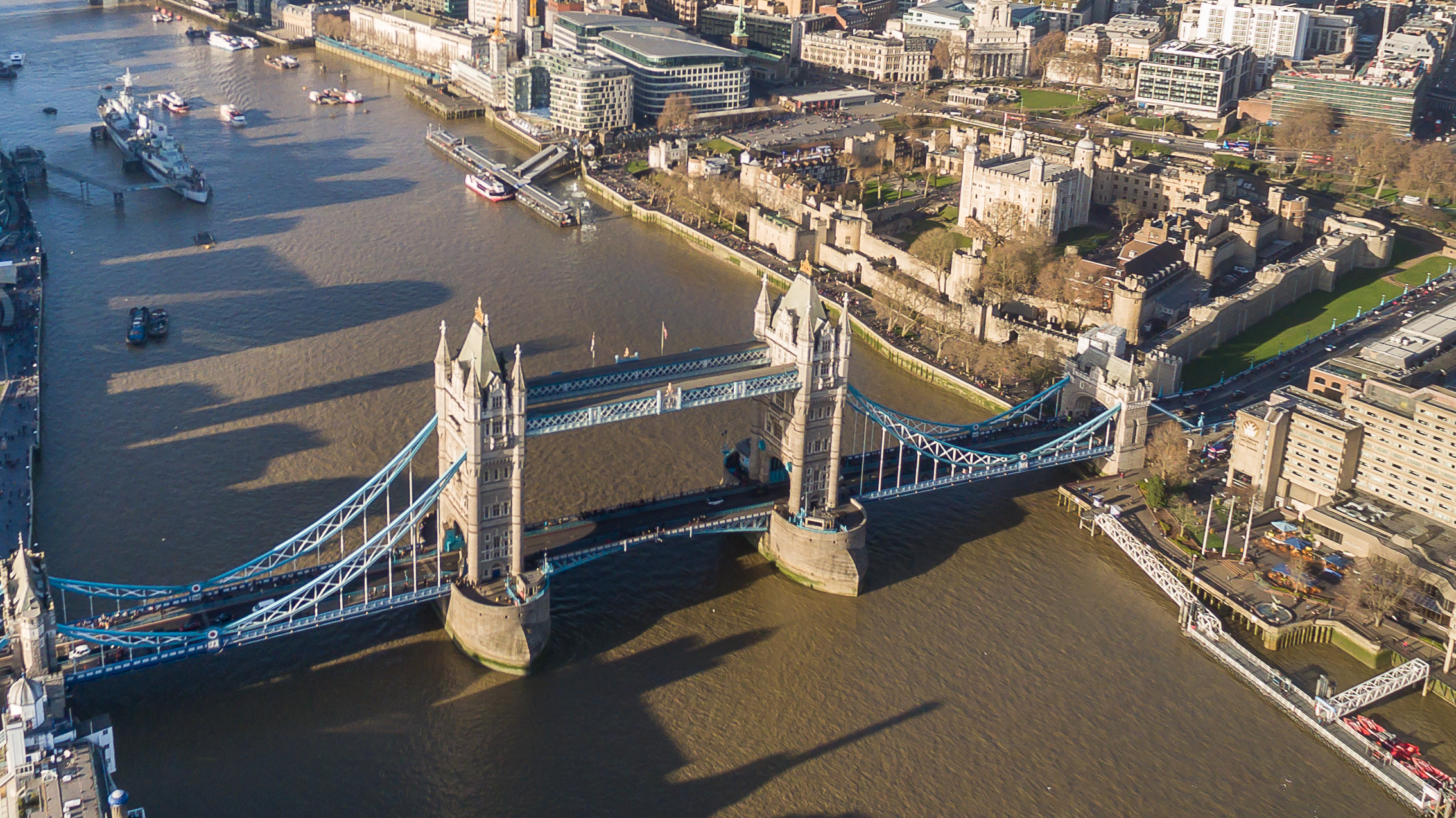
Luftbild der Tower Bridge
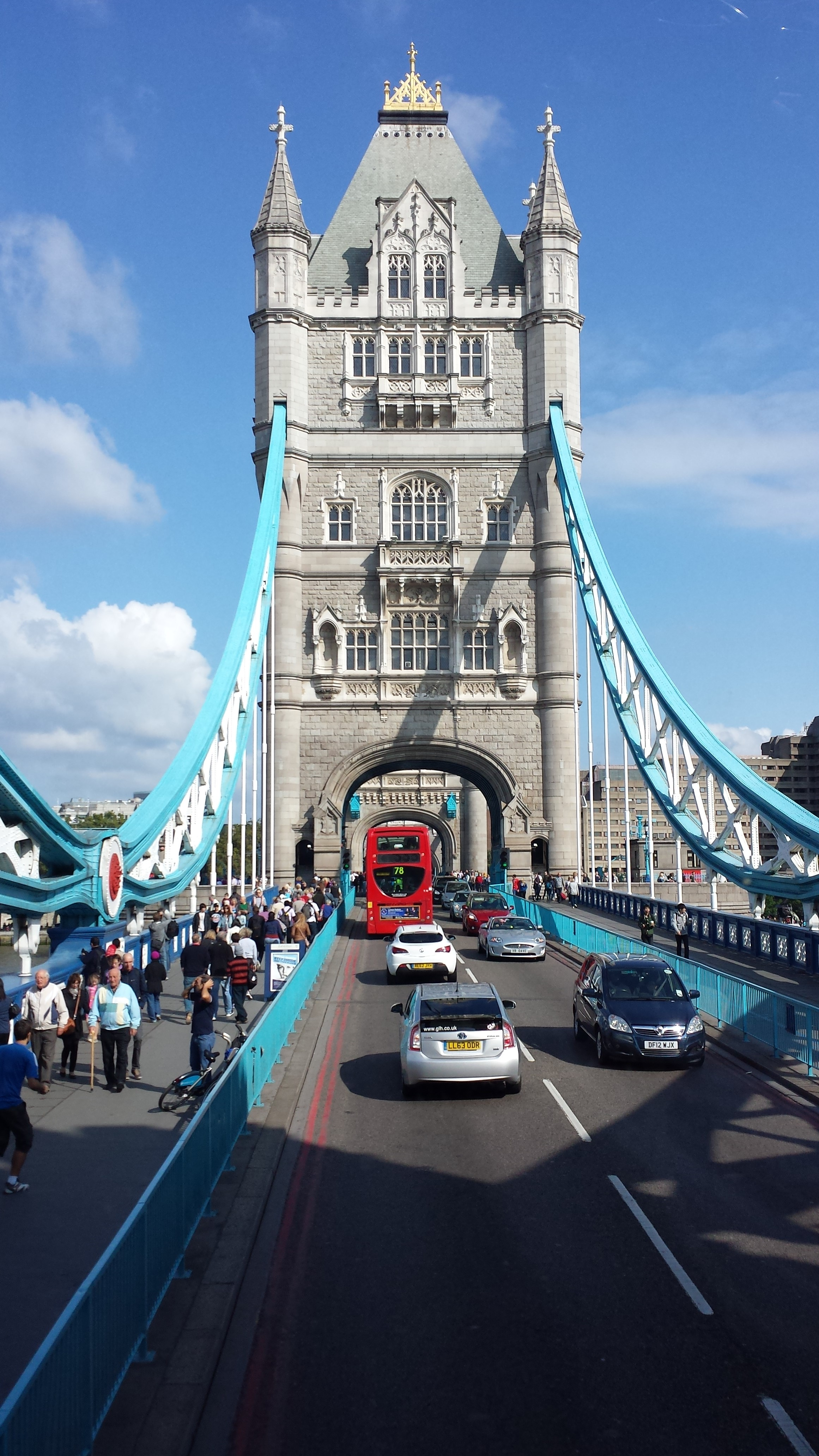
Sicht von der Straße
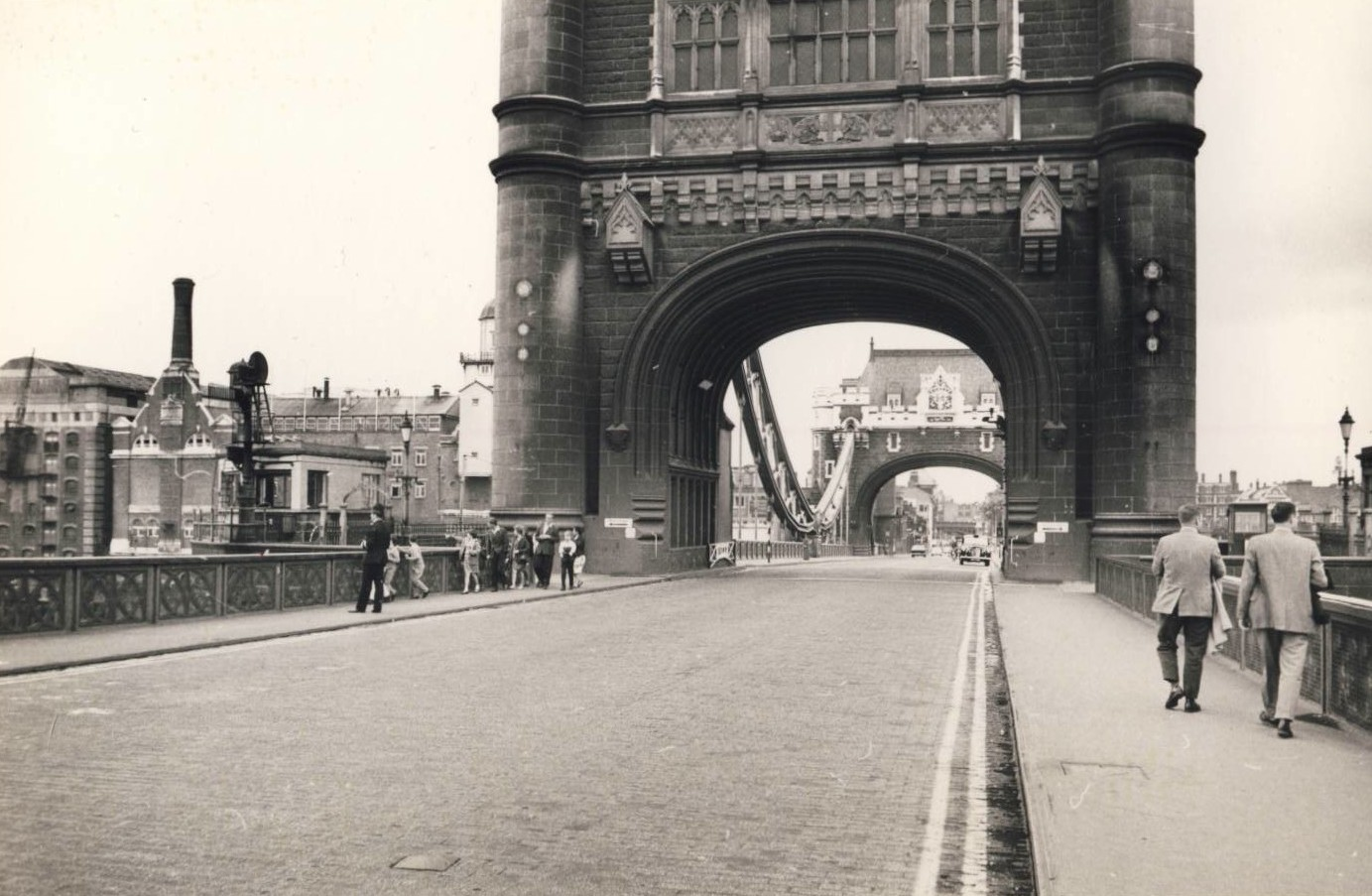
Tower Bridge, Roadway

## Geschichte

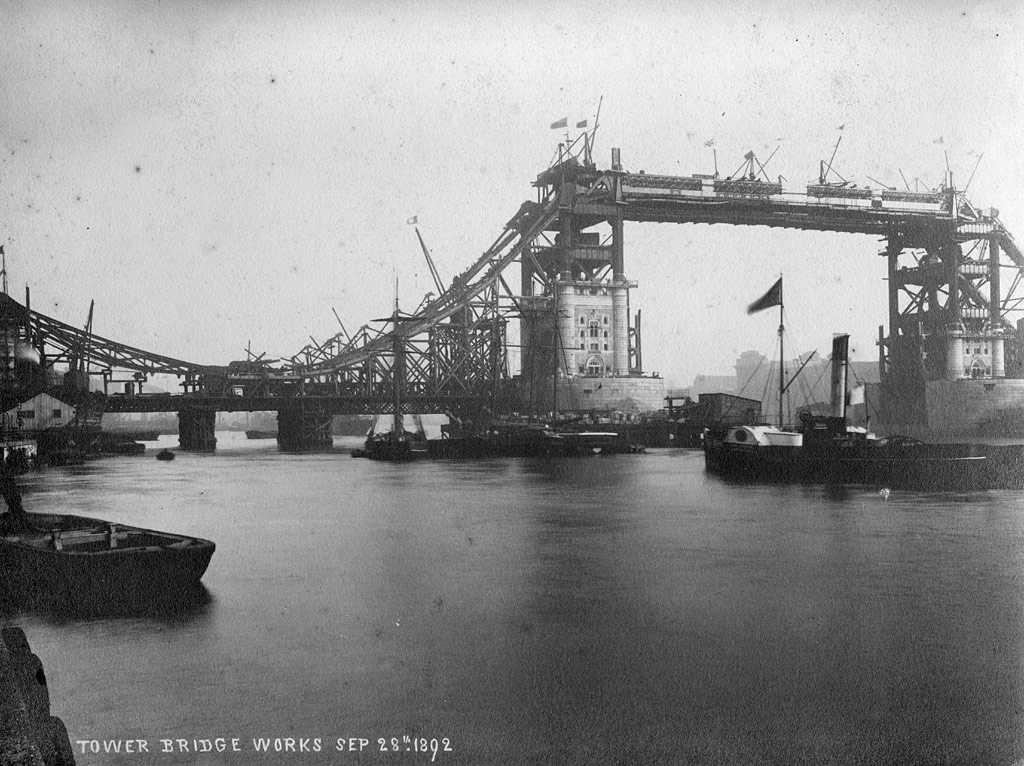
Bauarbeiten an der Tower Bridge im Jahr 1892

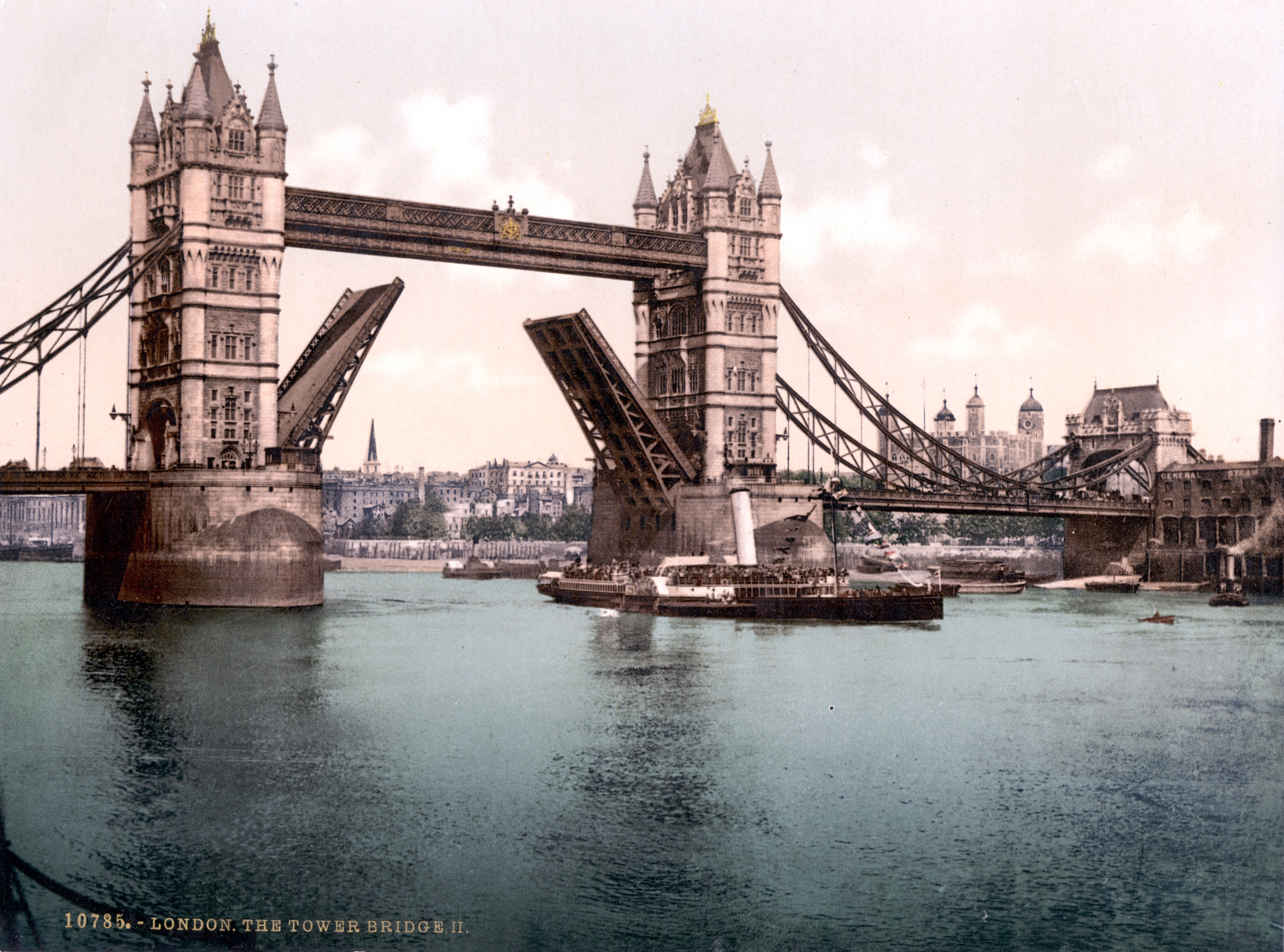
Ein Schiff passiert die offene Tower Bridge um 1900.

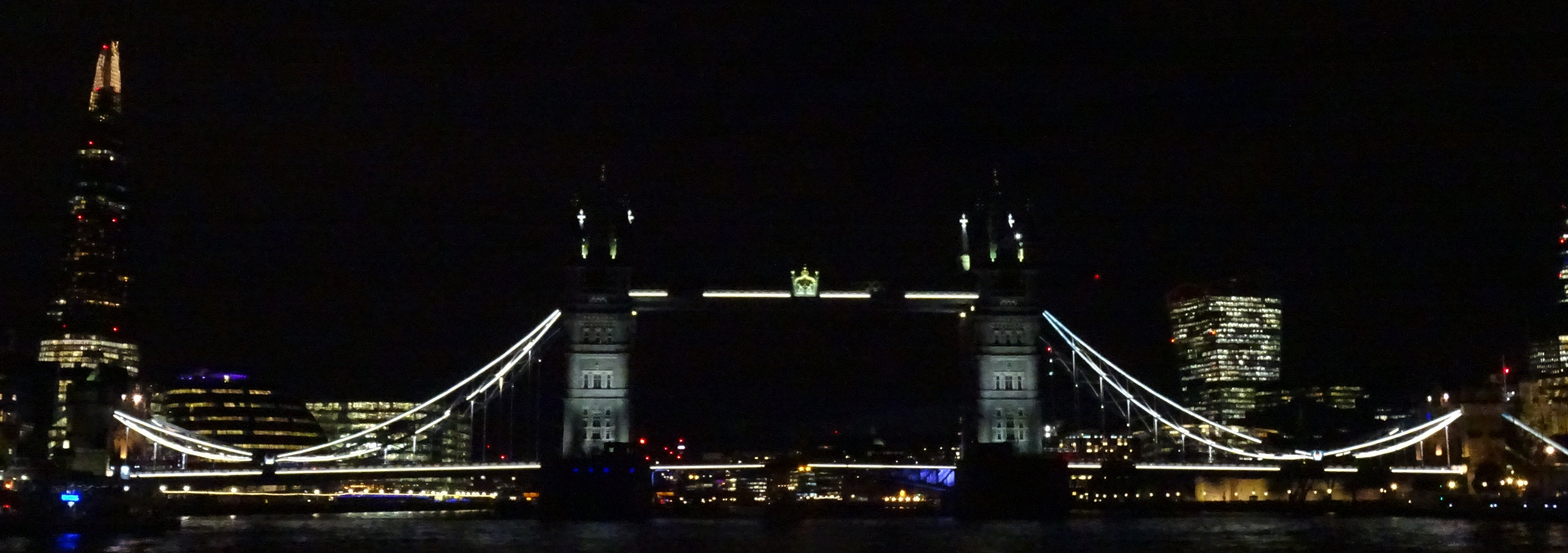
Nächtliche Beleuchtung, 2018

In der zweiten Hälfte des 19. Jahrhunderts machte der stetig anwachsende Verkehr in den Hafengebieten im East End den Bau eines Flussübergangs östlich der London Bridge notwendig. Eine traditionelle feste Brücke kam nicht in Frage, weil sonst der Zugang zu den damals noch bestehenden, city-nahen Hafenanlagen zwischen der London Bridge und dem Tower of London abgeschnitten worden wäre. Deshalb wurde 1870 unter dem Fluss eine Röhre, die Tower Subway, gebaut. Diese diente, nach einer kurzen Betriebsphase als U-Bahn-Röhre, dann aber lediglich als Tunnel für Fußgänger.
1876 wurde ein Komitee gegründet, um nach einer Lösung der Verkehrsprobleme zu suchen. Es veranstaltete einen öffentlichen Wettbewerb. Über 50 Projekte wurden eingereicht, darunter eines von Joseph Bazalgette. Die Prüfung der Vorschläge zog sich über Jahre hin, und erst 1884 wurde der Vorschlag von Horace Jones, dem Stadtbaumeister der City of London (der selbst der Jury angehörte), genehmigt.
Die Bauarbeiten begannen mit der Grundsteinlegung am 21. Juni 1886; fünf Bauunternehmen und 432 Arbeiter waren mit dem Bau der Brücke beschäftigt. Um die riesige Konstruktion zu stützen, mussten zwei gewaltige Pfeiler mit einem Gewicht von 70.000 Tonnen im Flussbett versenkt werden. Für die Türme und die Fußgängerbrücken waren über 11.000 Tonnen Stahl notwendig. Die Türme wurden mit Portland-Kalkstein verkleidet, um einerseits den darunter liegenden Stahl zu schützen und andererseits der Brücke ein gefälligeres Aussehen zu verleihen.
Horace Jones starb 1887, und die Verantwortung ging an seinen Oberingenieur John Wolfe-Barry über. Die offizielle Eröffnung fand am 30. Juni 1894 durch den damaligen Fürsten von Wales (den späteren König Eduard VII.) und dessen Ehefrau Alexandra von Dänemark statt.
Die Fußgängerbrücken hatten schon bald den Ruf, Anziehungspunkt für Prostituierte und Taschendiebe zu sein und wurden 1910 geschlossen. Die Fußgänger zogen es meistens ohnehin vor, am Ufer zu warten und das Hochziehen der Baskülen sowie das Vorbeifahren der Schiffe zu beobachten. 1982 wurden die Fußgängerbrücken wieder für die Öffentlichkeit freigegeben; sie dienen heute als Museum und Aussichtspunkt.
Am 5. April 1968 nutzte Flight Lieutenant Alan Pollock auf einem Routineflug zum Militärflugplatz West Raynham in Norfolk die Gelegenheit zu einer eigenmächtigen Demonstration über London: Mit seiner Hawker Hunter FGA. 9 (XF442) umrundete er dreimal das britische Parlamentsgebäude, grüßte mit dem typischen „Flügelwippen“ über dem Royal Air Force Memorial und durchflog die Londoner Tower Bridge zwischen den oberen Fußgänger- und den unteren klappbaren Fahrbahnstegen.
Mit dieser Aktion wollte er, vier Tage nach dem 50. Jubiläum der Gründung, die Leistungsfähigkeit der Royal Air Force unter Beweis stellen und gleichzeitig gegen die Regierung unter Premierminister Harold Wilson protestieren.
2014 erhielt eine Fußgängerbrücke einen Bereich mit Glasboden, von dem aus man 42 Meter in die Tiefe blickt.

## Nachbauten
Ein teilweiser Nachbau der Tower Bridge steht in Suzhou (Jiangsu), China. 31° 22′ 24″ N, 120° 36′ 42″ O Er steht 9145 km entfernt von seinem Vorbild und hat keinen Hebemechanismus, dafür vier Türme, die für Gehwege geöffnet sind.